# Washington Huskies

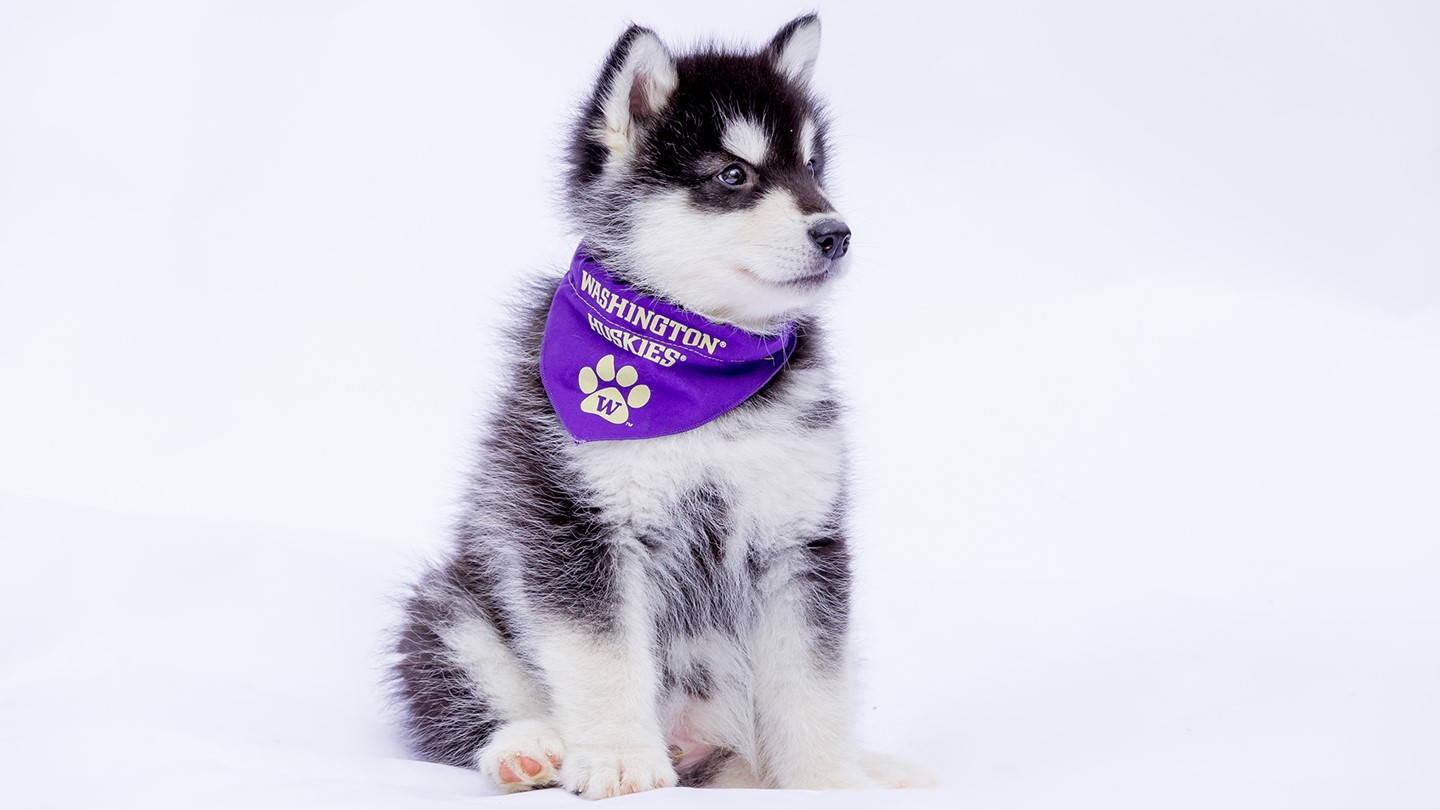
Dubs II, a sportegyesület kabalája

A Washington Huskies a Washingtoni Egyetem sportcsapatait összefogó, a National Collegiate Athletic Association I-es divíziójában, a Pac-12 Conference tagjaként játszó sportegyesület. Csapatindulójuk a Bow Down to Washington, amelyet George Byron The Destruction of Sennacherib című művének első versszaka ihletett.
Az egyetemi válogatott sportágak közé tartoznak a férfi baseball, kosárlabda, terepfutás, amerikai futball, golf, evezés, labdarúgás, tenisz és atlétika, valamint a női kosárlabda, strandröplabda, terepfutás, golf, gimnasztika, evezés, labdarúgás, softball, tenisz, atlétika és röplabda. 2009. május 1-jén bejelentették, hogy az úszócsapatot anyagi okokból megszüntetik.

## Versenysportok

### Amerikai futball
Az 1889 óta pályára lépő amerikaifutball-csapatnak 1920 óta a Husky Stadion ad otthont; a felkészülés a 2001 szeptemberében megnyílt Dempsey Tornacsarnokban zajlik. A csapat vezetőedzője 2020 óta Jimmy Lake.
1920 előtt a hazai mérkőzések helyszíne a Denny Sportpálya volt.

### Férfi kosárlabda
A férfikosárlabda-csapatnak a Hec Edmundson Aréna ad otthont; vezetőedzőjük Mike Hopkins.
A csapat szerepel az 1997-es Kulcsjátékos című filmben.

### Női kosárlabda
A nőikosárlabda-csapat vezetőedzője 2017. április 14-e óta Jody Wynn.

### Férfi labdarúgás
Az 1962-ben alapított csapat vezetőedzője Jamie Clark. Helyi riválisuk a Seattle Redhawks.

### Női röplabda
A nőiröplabda-csapatnak a Hec Edmundson Aréna ad otthont; vezetőedzőjük Keegan Cook. Első NCAA bajnoki mérkőzésüket 1988-ban játszották.

### Evezés
Az egyetemi evezés hagyományai 1899-ig nyúlnak vissza. A csapat az 1936-os nyári olimpián a németeket és olaszokat legyőzve aranyérmes lett. Az evezősök helyi riválisa a California Golden Bears.

### Baseball
Az 1901-ben alapított csapatnak a Husky Baseballpálya ad otthont; vezetőedzőjük Lindsay Meggs.

### Softball
Az 1993-ban alakult csapatnak a Husky Softball-stadion ad otthont; vezetőedzőjük Heather Tarr. A csapat a 2009-es szezont 51–12-es győzelemmel zárta. A szezonvégi bajnoki mérkőzést hazai pályán játszották volna, azonban a softball-stadion nem rendelkezett megfelelő világítással, így a játékot a Massachusetts állambeli Amherstben rendezték meg.

### Férfi golf
A férfigolf-csapat az 1961-es, 1963-as, 1988-as, 2005-ös, 2009-es és 2010-es Pac-12-bajnokságokon győzött. James Lepp 2005-ben egyéni bajnok lett.

### Női golf
A nőigolf-csapat a 2016-os nemzeti bajnoki mérkőzésen a Stanford Cardinal ellen 3–2-es győzelmet aratott. Judy Hoetmer 1961-ben egyéni bajnok lett.

## Más sportágak

### Ökölvívás
A férfi és női ökölvívócsapat is a National Collegiate Boxing Association tagja. A nők megnyerték az első, 2014-es, majd a 2015-ös és 2016-os bajnokságokat is.

### Rögbi
A Northwest Collegiate Rugby Conference I-es divíziójában részt vevő, 1963-ban alapított rögbicsapat helyi riválisai a Washington State Cougars és az Oregon Ducks. A csapat megnyerte az 1996-os, 2002-es, 2004-es és 2005-ös bajnokságokat, valamint elnyerte a 2014-es D1AA kupát. Brian Schoener vezetőedző korábban a nemzeti válogatott játékosa volt. A rögbicsapatot az öregdiák-szövetség által nyújtott támogatásból finanszírozzák.

### Lacrosse
A lacrossecsapat a Men’s Collegiate Lacrosse Association I-es divíziójában vesz részt.

## Kabala
1920 előtt az egyetemnek két kabalája (Indians és Vikings) volt; ezután a kezében esernyőt tartó, mosolygó „Sundodgert” választották, amely Seattle esős időjárására utal. Mivel többen is úgy gondolák, hogy a kabalának nincs jelentéstartalma, azt 1922-ben egy élő huskyra (Frosty) cserélték.
A Dubs névre hallgató alaszkai malamutot 2009 februárjában mutatták be. A Burlingtonból származó állat 2008 novemberétől 2021. április 21-éig élt. Utódjának nevéről online szavazást tartottak, ahol a Dubs II elnevezés mellett döntöttek.
Dubs II-t 2018. március 23-án, a nemzeti kölyökkutya-napon mutatták be. A több mint 90 jelöltből kiválasztott kutya a 2018-as szezon mérkőzésein, valamint egy 2019-es játékon vezette pályára az amerikaifutball-csapatot.

## Fordítás
- Ez a szócikk részben vagy egészben  a   Washington Huskies című angol Wikipédia-szócikk ezen változatának fordításán alapul.  Az eredeti cikk szerkesztőit annak laptörténete sorolja fel. Ez a jelzés csupán a megfogalmazás eredetét és a szerzői jogokat jelzi, nem szolgál a cikkben szereplő információk forrásmegjelöléseként.